# Hypolimnas dexithea
Hypolimnas dexithea är en fjärilsart som beskrevs av William Chapman Hewitson 1863. Hypolimnas dexithea ingår i släktet Hypolimnas och familjen praktfjärilar. Inga underarter finns listade i Catalogue of Life.

## Bildgalleri

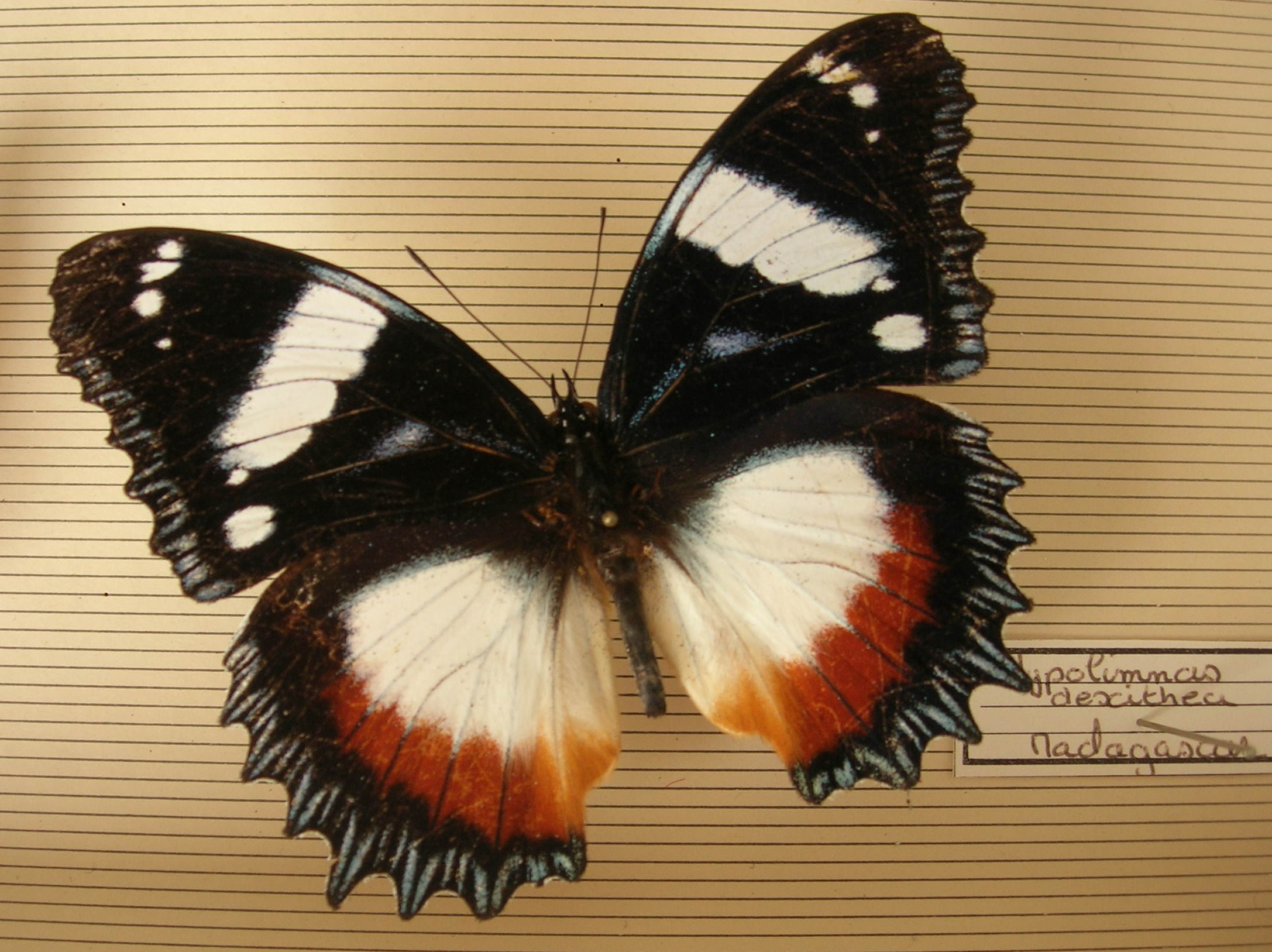
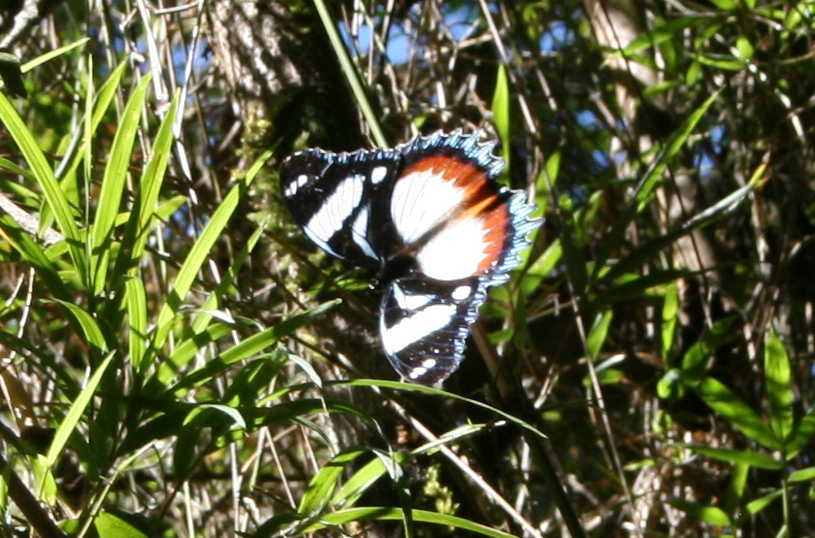